# Elmadi Schabrailow
Elmadi Sainadijewitsch Schabrailow (russisch Эльмади Зайнадиевич Жабраилов; * 6. September 1965 in Chassawjurt, Dagestan, Sowjetunion) ist ein ehemaliger sowjetischer Ringer, der auch für die Gemeinschaft Unabhängiger Staaten und für Kasachstan startete. Er wurde 1989 Weltmeister, 1991 Europameister und gewann bei den Olympischen Spielen 1992 eine Silbermedaille, jeweils im freien Stil im Mittelgewicht.

## Werdegang
Elmadi Schabrailow begann, angeleitet durch seinen Vater, als Jugendlicher in seiner Heimatstadt Chassawjurt in Dagestan mit dem Ringen. Eines seiner Vorbilder war auch sein um drei Jahre älterer Bruder Lukman Schabrailow, der ebenfalls Ringer war. Beide rangen im freien Stil. In der ehemaligen Sowjetunion war im Laufe der Jahre Ringen in der Kaukasusregion zu einer Art Nationalsport geworden und es gab in der Sowjetunion eine ungeheure Breite von Spitzenringern. Deshalb ist es nicht verwunderlich, das Elmadi Schabrailow erst im Alter von 24 Jahren die nationale Spitze erreicht hatte und bei der Europameisterschaft in Ankara eingesetzt wurde. Er startete dort im Mittelgewicht, der Gewichtsklasse bis 82 kg, in der er während seiner ganzen Karriere rang. Er besiegte dabei in einem der Vorrunden kämpfe u. a. den Deutschen Reiner Trik nach Punkten. In der Endabrechnung belegte er in Ankara hinter Necmi Gençalp aus der Türkei und Jozef Lohyňa aus Tschechien den 3. Platz. Im September 1989 war er auch bei der Weltmeisterschaft in Martigny/Schweiz am Start. Dort gelang ihm der größte Erfolg in seiner Laufbahn, denn er wurde Weltmeister. Im Finale besiegte er dabei den US-Amerikaner Melvin Douglas knapp mit 4:3 Punkten.
Elmadi Schabrailow, der sehr verletzungsanfällig war, kam dann erst wieder bei der Europameisterschaft 1991 in Stuttgart zum Einsatz. In Stuttgart erreichte er das Finale und besiegte in diesem den Deutschen Hans Gstöttner mit 5:2 Punkten. Bei der Weltmeisterschaft 1991 war er nicht am start.
Nach der politischen Wende in der Sowjetunion startete er 1992 für die GUS bei den Olympischen Spielen in Barcelona. Er kam dort zu Siegen über Atsushi Ito, Japan, Hans Gstöttner, Jozef Lohyňa, CSFR und László Dvorák, Ungarn. Damit stand er im Endkampf dem US-Amerikaner Kevin Jackson gegenüber. Nach dem Ablauf der normalen Kampfzeit von 6 Minuten stand diese Begegnung 0:0, worauf diese in die Verlängerung ging, in der dem Amerikaner eine Zweier-Wertung gelang, mit der er Olympiasieger wurde. Elmadi Schabrailow musste mit der Silbermedaille zufrieden sein, mit der er sichtlich enttäuscht war.
Als 1993 auch die GUS zerbrach, entschied sich Elmadi Schabrailow künftig für Kasachstan zu starten. Er ging nach Alma-Ata und wurde Mitglied des dortigen Sportvereins Dynamo. Diese Entscheidung hatte zur Folge, dass er nicht mehr bei den Europameisterschaften starten konnte. Sein nächster Einsatz bei einer internationalen Meisterschaft fand dann erst wieder bei der Weltmeisterschaft 1994 in Istanbul statt. Er enttäuschte dort aber und schied frühzeitig aus. Dem damaligen Reglement entsprechend, wurde er mit allen Ringern, die in den einzelnen Pools nicht im Vorderfeld platziert waren, auf den 11. Platz gesetzt. Weltmeister wurde übrigens sein für Moldawien startender Bruder Luchman. Bei den Asiens-Spielen 1994, die im Oktober 1994 in Hiroshima stattfanden, kam er hinter Amir Reza Khadem Azghadi aus dem Iran auf den 2. Platz.
1995 wurde Elmadi Schabrailow in Manila Asienmeister vor Agwaansamdangiin Süchbat, Mongolei und Ruslan Kinchagov, Usbekistan. In diesem Jahr war er auch wieder bei der Weltmeisterschaft in Atlanta am Start und kämpfte sich dort wieder in das Finale vor. In diesem unterlag er aber wie schon bei den Olympischen Spielen gegen Kevin Jackson und belegte deshalb den 2. Platz. In einem seiner Poolkämpfe war er bei dieser Weltmeisterschaft zu einem knappen 4:3-Punktsieg über Hans Gstöttner gekommen.
1996 konzentrierte sich Elmadi Schabrailow ganz auf die Olympischen Spiele in Atlanta. In seinen ersten drei Kämpfen kam er auch zu Siegen über Magomed Ibragimow, Aserbaidschan, seinen Bruder Lukman Schabrailow, den er in einem heißen Gefecht mit 10:8 Punkten besiegte und Leslie Gutches aus den Vereinigten Staaten, gegen den er knapp mit 2:1 Punkten gewann. Seinen vierten Kampf verlor er dann ganz überraschend mit 2:3 Punkten gegen den Südkoreaner Yang Hyung-mo, womit der Olympiasieg in weite Ferne gerückt war. Demotiviert trat er zu seinen letzten Kampf gegen Sebahattin Öztürk aus der Türkei wegen einer Verletzung nicht mehr an und landete schließlich auf dem 6. Platz.
1997 startete er noch bei den Ost-Asien-Spielen in Busan und besiegte dort im Finale seinen Bezwinger von Atlanta Yang Hyung-mo.
Danach beendete er seine Ringerlaufbahn.

## Internationale Erfolge
| Jahr | Platz  | Wettbewerb                   | Gewichtsklasse | Ergebnisse |
| 1989 | 3.     | EM in Ankara                 | Mittel         | hinter Necmi Gencalp, Türkei und Jozef Lohyna, CSSR, vor Gheorghe Mitu, Rumänien und Pekka Rauhala, Finnland                                                      |
| 1989 | 1.     | WM in Martigny/Schweiz       | Mittel         | vor Melvin Douglas, usA, Alcide Legrand, Frankreich, Necmi Gencalp und Jozef Lohyna                                                                               |
| 1990 | 1.     | Goodwill-Games in Seattle    | Mittel         | vor Sebahattin Öztürk, Türkei und Royce Alger, USA |
| 1991 | 1.     | EM in Stuttgart              | Mittel         | vor Hans Gstöttner, Deutschland, Sebahattin Öztürk und Robert Kostecki, Polen                                                                                     |
| 1992 | Silber | OS in Barcelona              | Mittel         | nach Siegen über Atsushi Ito, Japan, Hans Gstöttner, Jozef Lohyna und László Dvorák, Ungarn und einer Niederlage gegen Kevin Jackson, USA                         |
| 1994 | 11.    | WM in Istanbul               | Mittel         | Sieger: Lukman Schabrailow, Moldawien vor Sebahattin Öztürk, Hans Gstöttner und Nicolau Ghita, Rumänien                                                           |
| 1994 | 2.     | Asien-Spiele in Hiroshima    | Mittel         | hinter Amir Reza Khadem Azghadi, Iran, vor Hidekazu Yokoyama, Japan                                                                                               |
| 1995 | 1.     | Asienmeisterschaft in Manila | Mittel         | vor Agwaansamdangiin Süchbat, Mongolei und Ruslan Kinchagov, Usbekistan                                                                                           |
| 1995 | 2.     | WM in Atlanta                | Mittel         | hinter Kevin Jackson, vor Ruslan Kinchagov und László Dvorák |
| 1996 | 6.     | OS in Atlanta                | Mittel         | nach Siegen über Magomed Ibragimow, Aserbaidschan, Lukman Schabrailow und Leslie Gutches, USA und Niederlagen gegen Yang Hyung-mo, Südkorea und Sebahattin Öztürk |
| 1997 | 1.     | Ost-Asien-Spiele in Busan    | Mittel         | vor Yang Hyung-mo und Gandsorigiin Ganchujag, Mongolei |

## Erläuterungen
- alle Wettkämpfe im freien Stil
- OS = Olympische Spiele, WM = Weltmeisterschaft, EM = Europameisterschaft
- Mittelgewicht, bis 1996 bis 82 kg, von 1997 bis 2001 bis 85 kg Körpergewicht